# Volrado di Schaumburg-Lippe
Ernesto Volrado, principe di Schaumburg-Lippe (Stadthagen, 19 aprile 1887 – Hannover, 15 giugno 1962), è stato il capo del casato principesco di Schaumburg-Lippe.

## Biografia
Nato a Stadthagen, era il quarto figlio maschio di Giorgio, principe di Schaumburg-Lippe e di sua moglie la principessa Maria Anna di Sassonia-Altenburg (1864–1918). Succedette a suo fratello maggiore il principe Adolfo II come capo della casata principesca in seguito alla morte di quest'ultimo, avvenuta a causa di in un incidente aereo in Messico il 26 marzo 1936.
Il 7 maggio 1936, scrisse al primo ministro Hermann Göring chiedendo di essere incluso nel partito nazista pur mantenendo la deroga alla Costituzione di Weimar che aboliva i privilegi della nobiltà (articolo 109, comma 2). Göring lo rimandò al ministro degli interni del Reich, il prussiano Wilhelm Frick. Il 1 settembre 1936, dopo l'approvazione del suo ingresso nel partito, presentò un'ulteriore richiesta per la retrodatazione del suo ingresso nell'organizzazione che il 7 dicembre di quello stesso anno gli venne corretta al 1928. Dal 1937 Wolrad di Schaumburg-Lippe ricoprì il grado di Sturmführer della SA. Dal 1940 ottenne la gestione generale di Cracovia e Leopoli, divenendo il capo rifornimento della 365ª divisione dell'esercito tedesco. Il 1 agosto 1941 venne trasferito da Cracovia a Leopoli.
In questi stessi anni creò un impero personale basato sulle cure termali d'istanza a Bad Eilsen dove creò un poderoso stabilimento termale con bagni di zolfo e fanghi leggermente radioattivi per la cura di reumatismi e malattie metaboliche. L'attività gli venne confiscata nel 1945 della Royal Air Force e gli inglesi rimasero ad occupare l'area sino al 1955 quando Bad Eilsen tornò in possesso del principe. Nel 1957 decise di vendere il tutto, compresi i grandi alberghi e spa che aveva realizzato in zona per ritirarsi definitivamente a vita privata.
Alla sua morte avvenuta ad Hannover fu succeduto come capo della casata dal secondo figlio maschio Filippo Ernesto.

## Matrimonio e figli
Sposò a Simbach am Inn il 15 aprile 1925 sua cugina di secondo grado la principessa Batilde di Schaumburg-Lippe (1903–1983), unica figlia del principe Alberto di Schaumburg-Lippe e della duchessa Elsa di Württemberg.
Ebbero quattro figli.
- Adolf Friedrich Georg-Wilhelm Wolrad Hans-Werner, principe ereditario di Schaumburg-Lippe (1926–1945)
- Eredrich August Philipp-Ernst Wolrad, principe di Schaumburg-Lippe (1928–2003)
- principe Konstantin Karl-Eduard Ernst-August Stephan Alexander di Schaumburg-Lippe (1930-2008)
- principessa Elsa Viktoria Luise Marie Barbara Elisabeth Bathildis Wera of Schaumburg-Lippe (nata il 31 luglio 1940)

## Ascendenza
|                                              |                                     |                                                     | Genitori                                                       |  |  | Nonni |  |  | Bisnonni                                        |  |  | Trisnonni                             |  |
|                                              |                                     |                                                     |                                                                |  |  |       |  |  | Giorgio Guglielmo, principe di Schaumburg-Lippe |  |  | Filippo II, conte di Schaumburg-Lippe |  |
|                                              |                                     |                                                     |                                                                |  |  |       |  |  | Giorgio Guglielmo, principe di Schaumburg-Lippe |  |  | Filippo II, conte di Schaumburg-Lippe |  |
|                                              |                                     | langravia Giuliana d'Assia-Philippsthal             |                                                                |  |  |       |  |  | Giorgio Guglielmo, principe di Schaumburg-Lippe |  |  |                                       |  |
| Adolfo I, principe di Schaumburg-Lippe       |                                     |                                                     |                                                                |  |  |       |  |  | Giorgio Guglielmo, principe di Schaumburg-Lippe |  |  |                                       |  |
|                                              |                                     | principessa Ida di Waldeck e Pyrmont                | Giorgio I, principe di Waldeck e Pyrmont                       |  |  |       |  |  |                                                 |  |  |                                       |  |
|                                              |                                     | principessa Ida di Waldeck e Pyrmont                | Giorgio I, principe di Waldeck e Pyrmont                       |  |  |       |  |  |                                                 |  |  |                                       |  |
|                                              |                                     | principessa Ida di Waldeck e Pyrmont                | principessa Augusta di Schwarzburg-Sondershausen               |  |  |       |  |  |                                                 |  |  |                                       |  |
| Giorgio, principe di Schaumburg-Lippe        |                                     | principessa Ida di Waldeck e Pyrmont                |                                                                |  |  |       |  |  |                                                 |  |  |                                       |  |
|                                              |                                     | Giorgio II, principe di Waldeck e Pyrmont           | Giorgio I, principe di Waldeck e Pyrmont                       |  |  |       |  |  |                                                 |  |  |                                       |  |
|                                              |                                     | Giorgio II, principe di Waldeck e Pyrmont           | Giorgio I, principe di Waldeck e Pyrmont                       |  |  |       |  |  |                                                 |  |  |                                       |  |
|                                              |                                     | Giorgio II, principe di Waldeck e Pyrmont           | principessa Augusta di Schwarzburg-Sondershausen               |  |  |       |  |  |                                                 |  |  |                                       |  |
| principessa Erminia di Waldeck e Pyrmont     |                                     | Giorgio II, principe di Waldeck e Pyrmont           |                                                                |  |  |       |  |  |                                                 |  |  |                                       |  |
|                                              |                                     | principessa Emma di Anhalt-Bernburg-Schaumburg-Hoym | Vittorio II, principe di Anhalt-Bernburg-Schaumburg-Hoym       |  |  |       |  |  |                                                 |  |  |                                       |  |
|                                              |                                     | principessa Emma di Anhalt-Bernburg-Schaumburg-Hoym | Vittorio II, principe di Anhalt-Bernburg-Schaumburg-Hoym       |  |  |       |  |  |                                                 |  |  |                                       |  |
|                                              |                                     | principessa Emma di Anhalt-Bernburg-Schaumburg-Hoym | principessa Amalia di Nassau-Weilburg                          |  |  |       |  |  |                                                 |  |  |                                       |  |
| Volrado, principe di Schaumburg-Lippe        |                                     | principessa Emma di Anhalt-Bernburg-Schaumburg-Hoym |                                                                |  |  |       |  |  |                                                 |  |  |                                       |  |
|                                              | Giorgio, duca di Sassonia-Altenburg | Federico, duca di Sassonia-Hildburghausen           |                                                                |  |  |       |  |  |                                                 |  |  |                                       |  |
|                                              | Giorgio, duca di Sassonia-Altenburg | Federico, duca di Sassonia-Hildburghausen           |                                                                |  |  |       |  |  |                                                 |  |  |                                       |  |
|                                              | Giorgio, duca di Sassonia-Altenburg | duchessa Carlotta Giorgina di Meclemburgo-Strelitz  |                                                                |  |  |       |  |  |                                                 |  |  |                                       |  |
| principe Maurizio di Sassonia-Altenburg      | Giorgio, duca di Sassonia-Altenburg |                                                     |                                                                |  |  |       |  |  |                                                 |  |  |                                       |  |
|                                              |                                     | duchessa Maria Luisa di Meclemburgo-Schwerin        | Federico Ludovico, principe ereditario di Meclemburgo-Schwerin |  |  |       |  |  |                                                 |  |  |                                       |  |
|                                              |                                     | duchessa Maria Luisa di Meclemburgo-Schwerin        | Federico Ludovico, principe ereditario di Meclemburgo-Schwerin |  |  |       |  |  |                                                 |  |  |                                       |  |
|                                              |                                     | duchessa Maria Luisa di Meclemburgo-Schwerin        | granduchessa Elena Pavlovna di Russia                          |  |  |       |  |  |                                                 |  |  |                                       |  |
| principessa Maria Anna di Sassonia-Altenburg |                                     | duchessa Maria Luisa di Meclemburgo-Schwerin        |                                                                |  |  |       |  |  |                                                 |  |  |                                       |  |
|                                              |                                     | Bernardo II, duca di Sassonia-Meiningen             | Giorgio I, duca di Sassonia-Meiningen                          |  |  |       |  |  |                                                 |  |  |                                       |  |
|                                              |                                     | Bernardo II, duca di Sassonia-Meiningen             | Giorgio I, duca di Sassonia-Meiningen                          |  |  |       |  |  |                                                 |  |  |                                       |  |
|                                              |                                     | Bernardo II, duca di Sassonia-Meiningen             | principessa Luisa Eleonora di Hohenlohe-Langenburg             |  |  |       |  |  |                                                 |  |  |                                       |  |
| principessa Augusta di Sassonia-Meiningen    |                                     | Bernardo II, duca di Sassonia-Meiningen             |                                                                |  |  |       |  |  |                                                 |  |  |                                       |  |
|                                              |                                     | principessa Maria Federica d'Assia-Kassel           | Guglielmo II, elettore d'Assia                                 |  |  |       |  |  |                                                 |  |  |                                       |  |
|                                              |                                     | principessa Maria Federica d'Assia-Kassel           | Guglielmo II, elettore d'Assia                                 |  |  |       |  |  |                                                 |  |  |                                       |  |
|                                              |                                     | principessa Maria Federica d'Assia-Kassel           | principessa Augusta di Prussia                                 |  |  |       |  |  |                                                 |  |  |                                       |  |
|                                              |                                     | principessa Maria Federica d'Assia-Kassel           |                                                                |  |  |       |  |  |                                                 |  |  |                                       |  |